# نور الدين عطية

## المجال الرياضى كلاعب
- لاعب كرة طائرة بالنادى الاهلى من عام 1973 حتى عام 1988
- كابتن فريق النادى الاهلى من عام 1986 حتى عام 1988
- الحصول على بطولة أوروبا لكأس أحسن فريق ضمن 56 فريق مشارك في البطولة بهولندا.
- بطولتى الدورى والكأس.
- البطولات الإفريقية.
- لاعب بالفريق القومى المصرى من سنة 1976 حتى سنة 1981
- بطولة مهرجان الشباب العربي بالعراق سنة 1976 والحصول على البطولة.
- المشاركة ضمن الفريق القومى الحاصل على بطولة إيران عام 1977.
- المشاركة ضمن الفريق القومى المشارك في كأس العالم باليابان عام 1977
- الحصول على كأس أفريقيا بدورة الألعاب الأفريقية بالجزائر عام 1978 والحصول على وسام الجمهورية من الطبقة الثانية.
- المشاركة ضمن الفريق القومى في بطولة العالم بإيطاليا 1978
- المشاركة ضمن الفريق القومى في دورة البحر المتوسط بيوغسلافيا.

## الدراسات الحاصل عليها
- دراسات في التدريب بدولة الإمارات تحت إشراف الخبير اليابانى ماتسوديرا والخبير الرومانى سوتير.
- الدراسات الدولية بأمريكا - مستوى أول.
- شهادة من جامعة كنتاكى الأمريكية في التدريب.
- شهادة من الاتحاد الامريكى مستوى أول 1985
- شهادة من الاتحاد الامريكى مستوى ثانى 1985
- شهادة من الاتحاد الدولى - مستوى ثانى بورسعيد - الأول على الدراسات عام 1986
- شهادة من الاتحاد القطرى في التقييم والإحصاء أثناء البطولة الاسيوية السابعة للكرة الطائرة عام 1994
- شهادة تقدير من النادى الاهلى لحصول فريق الكرة الطائرة على كأس البطولة العربية للعام الثاني على التوالى تحت قيادته.
- شهادة من وزارة الشباب والرياضة وموضوعها مكافحة المنشطات.

## العمل في المجال التدريب
- مدرب فريق تحت 19 سنة كرة طائرة بالنادى الاهلى المصري في الفترة من 1986 حتى 1989

```
وقد حصل الفريق على جميع البطولات (القاهرة والجمهورية).
```

- مدرب فريق الدرجة الأولى بنادى الشعلة السعودي في الفترة من 1989 حتى 1990
- مدرب فريق الدرجة الأولى بالنادى الاهلى القطرى في الفترة من 1990 حتى 1997
- مدرب فريق تحت 19 سنة كرة طائرة بالنادى الاهلى المصري في الفترة من 1997 حتى 1998

وقد حصل الفريق على بطولة القاهرة.
- مدرب منتخب مصر للناشئين في الفترة من 1/2/1998 حتى 30/09/1999

وقد شارك في البطولات الاتيه:
- دورة موسكو في اولمبياد موسكو للناشئين كمدير فنى 1981 إلى 1982
- بطولة أفريقيا للناشئين بتونس والحصول على المركز الثاني.
- مدرب منتخب جامعة القاهرة في الفترة من 10/1999 حتى 03/2001 .
- مدرب منتخب مصر الأول في الفترة من 01/04/2001 حتى تاريخه وقد حصل المنتخب على المركز الأول في البطولة الإفريقية المؤهلة لبطولة العالم 2002

بالأرجنتين
- مدرب الفريق الأول بالنادى الاهلى في الفترة من 2006 حتى 2004 وقد حصل الفريق على البطولات الاتيه
- بطولات الدورى العام مواسم 2001 حتى 2004
- بطولات كأس مصر مواسم 2001 حتى 2004
- البطولات العربية مواسم 2001 حتى 2003
- البطولات الإفريقية مواسم 2002 حتى 2004
- عمل مديرا فنيا بنادى بنى ياس بالإمارات العربية (أبو ظبى) في الفترة من 2004 حتى 2005
- عمل أيضا مديرا فنيا بالنادى الاهلى موسم 2005 حتى 2009 وقد حصل الفريق على البطولات الآتية
- بطولات الدورى العام مواسم 2005 حتى 2009
- بطولات كأس مصر مواسم 2005 حتى 2008
- البطولات العربية مواسم 2005 حتى 2006
- البطولات الإفريقية مواسم 2005 حتى 2006
- عمل مديرا فنيا بنادى الداخلية منذ 2009 حتى تاريخه.

حقوق الطباعة والملكية محفوظه للاتحاد المصرى للكرة الطائرة